# Isaura Nyusi
Isaura Gonçalo Ferrão Nyusi (sinh ngày 2 tháng 10 năm 1962) là một công chức và nhà giáo dục người Mozambique, từng là Đệ nhất phu nhân Mozambique kể từ ngày 15 tháng 1 năm 2015, với tư cách là vợ của Tổng thống Filipe Nyusi.
Nyusi trở thành Chủ tịch Tổ chức Phụ nữ Mozambique (OMM), cánh tay chính trị của phụ nữ FRELIMO, vào ngày 11 tháng 2 năm 2016.